# Палыска, Николай Осипович
Николай Осипович Палыска (1 (14) июля 1912, Севастополь, Таврическая губерния, Российская империя — 25 января 1970, Москва, СССР) — советский футболист. Защитник.

## Карьера
Выступал в советских командах «Динамо» (Севастополь), «Строитель» (Севастополь), «Динамо» (Свердловск), сборной Черноморского флота, «Инфизкульт» (Москва), «Спартак» (Москва), «Металлург» (Москва), «Динамо» (Москва), ЦДКА, «Пищевик» (Москва), «Локомотив» (Москва) и «Метрострой» (Москва).
После завершения карьеры игрока занимался тренерской деятельностью. Главный тренер клубов «Динамо» (Владимир) (1949), «Локомотива»/«Красной Звезды» (Петрозаводск) (1950, 1952), «Шахтёр» (Караганда) (1960), «Локомотив» (Челябинск) (январь-май 1964), «Знамя» (Ногинск) (1965).
Тренер «Локомотив-клубная» (Москва) (1951, 1953—1956), «Трудовые резервы» (Москва) (1957—1958), ДЮСШ «Вымпел» (Калининград, Московская область) (1961—1963).

## Достижения
- Чемпион СССР (1940)
- Серебряный призёр чемпионата СССР (1937, 1945)
- Бронзовый призёр чемпионата СССР (1938, 1939)
- Обладатель Кубка СССР 1945 (в финале не играл)